# Zatrephes istria
Zatrephes istria är en fjärilsart som beskrevs av Druce 1899. Zatrephes istria ingår i släktet Zatrephes och familjen björnspinnare. Inga underarter finns listade i Catalogue of Life.